# Tomobella
Tomobella là một chi nhện trong họ Salticidae.